# Sveriges herrlandslag i amerikansk fotboll
Sveriges herrlandslag i amerikansk fotboll representerar Sverige i amerikansk fotboll på herrsidan. Förbundskapten är Patrik Lundqvist.
Landslaget spelade sin första landskamp den 17 februari 1991. Svenskarna förlorade då med 9-13 mot Nederländerna i en EM-kvalmatch på Valhalla IP i Göteborg.
Laget blev Europamästare 2005.